# Kaszyrskaja
Kaszyrskaja (ros. Каширская – Kaszyrska) – stacja linii Zamoskworieckiej i Kachowskiej metra moskiewskiego, otwarta 11 sierpnia 1969 roku. Posiada ona dwa perony przy czterech torach, w czym dwa tory, przy różnych peronach są dla linii Zamoskworieckiej i dwa dla Kachowskiej.